# 鎧甲勇士之帝皇俠
《鎧甲勇士之帝皇俠》是以中國製特攝劇．《鎧甲勇士》改編而成的電影作品。《鎧甲勇士》系列的第二作，由广东奥飞动漫文化股份有限公司、上海永旭文化傳播有限公司聯合投資攝製，珠江電影製片有限公司共同出品，並由廣東省電影公司發行。
在設定方面，劇場版的都跟電視版上有差別：如鎧甲勇士人數將由六人減至一人（但有前辈出场即为三人）、發動武器印記啟動方式、武器的變形特效亦從電視版的插入式改成現場即時變形、而發動技能的印記亦比電視版的複雜、取消封印技等。

## 故事簡介
電影《鎧甲勇士之帝皇俠》繼續了電視劇版本．《鎧甲勇士》在中的劇情，在鎧甲勇士們齊心協力封印了暗影黑魔獸以及54隻異能獸後，光影鎧甲繼承者和暗黑影界之間的鬥爭亦暫時得到平息，而ERP組織也逐漸縮小了規模，由於之前並沒有對異能獸．魔十成功封印，於是美真尋找到了繼承光之鎧甲勇士．帝皇俠的力量的子陽，希望在危難出現時，子陽可以阻止魔十並將其封印，這樣在地球上的宇宙暗影力量就可以徹底消滅…
但是，封印在光影帖/封魔盒裡的暗影五行魔一直在尋找機會復活，並利用貪欲心和仇恨心迷惑了一個容易衝動，涉世未深又自以為是的電腦高手．巴豆，封印在帖裡的裡的暗影五行魔於是利用巴豆內心的黑暗。更改造已被污染的地球生物來製造出不屬於地球的可怕魔獸來打擊企圖阻止破壞的帝皇俠，同時展開了一場威脅地球生存的大陰謀，令正陷入和兄弟．阿介不和的子陽陷入危機，一方面要克服心理障礙，另一方面還要與惡勢力的抗衡。但是，危機已經逐步擴大並且一發不可收拾，帝皇俠要面對的將是一場關乎地球命運的最終戰役。子陽要如何解除地球危機？要如何重新取得兄弟的信任？以及如何能從一個鬥士變成一個真正的俠士？

## 登場人物

### 主要人物
黎子陽(唐禹哲 飾)
故事的主角，擁有五個光影村的遺傳血液，因此能召喚光之鎧甲。
ERP研究室新人，在美真手中獲得ERP專用手提電腦、帝皇召喚器、光晶石。
跟好友阿介經營著流動餐廳“幸福一口”的生意，並深受小孩和粉領的喜愛。
何介(袁成傑 飾)
子陽為自小相識的好友，亦是光影村的後人，但是不是戰鬥體質。
跟子陽經營著流動餐廳“幸福一口”的生意，並是小男孩們的領袖，帶領著專門調皮搗蛋。
安彤(陳真希 飾)
記者一名，亦是阿介的偶像。
因目睹企圖以帝皇召喚器進行變身的阿介，而誤會他是帝皇俠的真身。
大貓(董文軍 飾)
跟阿介同樣為子陽為自小相識的好友，為一群飛車黨的首領。
美真(楊亞 飾)
跟電視版一樣，鎧甲勇士的幕後支援。
在電影中把ERP組織也逐漸縮小了規模，並將基地搬到一座商業大廈。
炘南(吳建飛 飾)，東杉(郭帥 飾)
跟電視版一樣，光影鎧甲的召喚者。
在封印了暗影黑魔獸後，過著平穩的生活。
後為了支援因帝皇召喚器受損而無法變身的子陽面前出現。

### 敵方角色
暗影五行魔/魔靈護法(惡火，惡水，惡木，惡金，惡土)
暗影大帝的手下，其屬性跟五位鎧甲勇士一樣以五行為主，本身並無肉體。
在電視版被鎧甲勇士B隊全部封印，在電影版中其怨念突破了封魔盒的封印。
在結尾因巴豆的血破封而出，並聚集黑暗力量化成遠古終極魔蜈獸。
巴豆(廖曉晨 飾)
名稱取自“bad”的諧音。
沉迷在虛擬世界裡的隱蔽青年，對鎧甲勇士的迷戀幾乎到了癡狂，亦曾目睹子陽變身，實為擁有RT血型的影界傳人。
在父母離婚後，他搬出獨立生活，由於個性內向孤僻，常常被朋友嘲笑和惡作劇，造成了怨天尤人的性格。
對電腦有著近乎天才的能力，所以當需要生活費的時候偶爾會充當黑客在網絡上破壞放毒，盜賣遊戲寶物等等。
後因加入ERP不果而跟五行魔達成協議一起摧毀鎧甲，並在子陽無法變身時佔領了ERP的專屬戰鬥衛星。
在結尾因所有計劃都被帝皇俠和美真順利阻止的關係，不惜以自己20年陽壽為代價，並以自己的血破壞封魔盒的封印。
在《铠甲勇士刑天》中作为巴王集团的总裁再次登场，并被路法利用。最终被路法夺去身体，意识也被侵蚀。路法被战神刑天消灭后，生死不明。

#### 异能獸/魔獸
细菌異能獸10號/魔十
在電視版第48話出現，唯一沒有被成功封印的異能獸，擁有依附他人身體的能力。
在電影版開頭受五行魔的怨念引導發現了封魔盒，並將其交給巴豆。
變色魔龍獸、巨鉗魔蠍獸
巴豆首先派出的改造獸，由五行魔的邪惡因子結合受輻射污染的變色龍和蠍子而成。变色魔龙兽拥有隐身能力，武器为一把长枪和自身发出的蓝色光线。巨钳魔蝎兽的武器为左手的钳子和自身发出的红色光线。
毒角魔甲獸
帝皇俠復活後所應付的改造獸，由五行魔的邪惡因子結合受輻射污染的獨角仙而成。武器是一把长枪，防御力超强，头部的角是弱点。
蟑螂魔獸
為數眾多的雜兵，由五行魔的邪惡因子結合受輻射污染的蟑螂而成，数量众多，但本质上不堪一击。

## 本作登場鎧甲勇士

### 帝皇俠/Emperor Hero
| 身高 | 體重 | 移動速度 | 彈跳力 | 拳擊力 | 踢擊力 |
| ---- | ---- | -------- | ------ | ------ | ------ |
| cm   | kg   | m/s      | m      | t      | t      |

- 召喚者：子陽

集合五行力量，由五套光影鎧甲組合而成的光之鎧甲所誕生的最強戰士，能依靠太陽的力量巨大化。
在電視版分別由擁有五個光影村的遺傳血液的孤兒向陽，和五位鎧甲勇士合而為一變成。
而在劇場版中由子陽跟光之鎧甲合體而成。
裝備
帝皇召喚器
變身成帝皇俠的必要道具。
跟前作的手觸型召喚器不同，形狀為腰帶狀。
在系統上有別於其他五個召喚器，是獨立於ERP的衛星系統，所以即使衛星無法使用也能啟動。
而且，腰帶上的五顆晶石的排序，以及太極標誌的方向都跟電視版上的不同。
啟動方法是把“光晶石”(即太極標誌)裝上腰帶中央。
帝皇腰帶
架於腰部的裝備，亦是整套光之帝皇鎧甲鎧甲最主要的部份，左方裝設了一個轉輪，用作為召喚武器和發動必殺技。
與帝皇召喚器不同，合體後，帝皇腰帶會覆蓋帝皇召喚器，就像TV版五行鎧甲一樣，鎧甲合體後會覆蓋原召喚器，召喚器可能會因為外力造成損壞，腰帶卻不會。
武器
帝皇極光盾
盾型武器，防禦用，能裝備於胸前並升級成為“終極帝皇鎧甲”的狀態(同時手臂會追加裝甲)。
在劇場版中幾乎沒有使用，只是作為五行終極斬的謀介和極光帝皇戟/帝皇戰戟的部件。
帝皇極光劍
主要武器，劍型，格鬥用，其召喚印記是縱向。
跟電視版不同，劇場版的極光劍能配合腰帶上的六顆晶石來使出不同技能。
在“終極帝皇鎧甲”狀態時，斬擊會追加光刃發射能力。
帝皇極光戰戟
由極光劍和極光盾合體而成武器，劇場版出現的新武器，劍型，格鬥用。
必殺技
五聖必殺
把刃身巨大化的極光劍打向由極光盾形成，並刻著“雪獒”，“地虎”，“黑犀”，“風鷹”，“炎龍”紋章的印記後再刺穿對方，接著從極光劍中走出光龍並作出最後一擊。
帝皇穿風刺
由極光劍配合腰帶上的木晶石來使出的必殺技。
先在背上形成翅膀，再於空中把翅膀化成無數光刺向對方刺去，最後以踢擊了結對方。
五門必殺
把腰帶的能源注入極光劍來使出的必殺技。
把極光劍插向地上並引發極大爆炸，對複數敵人用。
五行之水．帝皇狂瀑
把極光劍斬向“水”之印記後，形成冰盾作防禦。
烈火岩土．帝皇熔岩
把極光劍斬向“火”和“土”之印記後，形成巨型殞石攻擊。
五行之木．帝皇木鎮
把極光劍斬向“木”之印記後，使用其印記封鎖對方。
五行之金．金之肅革
五行技能中唯一用途不明的技能。
在劇中只是用作解除“終極帝皇鎧甲”狀態和發動極光帝皇戟/帝皇戰戟。
帝皇降魔殲滅斬
與終極帝皇龍/光之帝皇戰龍一起衝向對方，並以刃身巨大化的極光帝皇戟/帝皇戰戟斬向對方。
座騎
帝皇駒
帝皇俠專用的光影駒，顏色為白色金間，造型跟五人的不同。
武器為從眼部發出的光彈和口部發出的“帝皇炮”。
光之帝皇戰龍
劇場版新出現的座騎。
由帝皇駒透過變形印記變成的機器龍。

### 炎龍俠/Dragon Man
| 身高 | 體重 | 移動速度 | 彈跳力 | 拳擊力 | 踢擊力 |
| ---- | ---- | -------- | ------ | ------ | ------ |
| cm   | kg   | m/s      | m      | t      | t      |

- 召喚者：炘南

在前作亦有出現，由召喚者和火之炎龍鎧甲合體而成的戰士。
在劇場版中同樣由炘南跟火之炎龍鎧甲合體而成。
裝備
炎龍召喚器
變身成炎龍俠的必要道具，本身亦具有通訊機能。
召喚者可借由召喚器發射火影石之光能量，并接受火之炎龍鎧甲完成合體，成為炎龍俠。
在電影版中改成類似超級戰隊系列的變身器般，直接配戴於手腕，而不是電視版中作為通訊器使用。
乾坤腰帶
架於腰部的裝備，亦是整套火之炎龍鎧甲最主要的部份。
左右兩方各有一個轉輪，左方為發動必殺技用，右方則為召喚武器用。
中心的太極陣則用於把封印帖轉移到光影石的所在地。
武器
烈焰鏢
由胸部的部件組合而成，回力鏢型，投擲用。
烈焰弓
具能量提升機能的武器，弓型，射擊用。
烈焰刀
由烈焰鏢變成，炎龍俠的最終武器，弓刀型，格鬥用。
必殺技
封魔斬
在烈焰刀接觸“斬”之印記後，再向對方斬去。
由於電影版取消了封印技的關係，所以對方被擊中後會直接封印。
座騎
炎龍駒
炎龍俠專用的光影駒，顏色為紅色銀間，由炘南的摩托車變成。
武器為從眼部發出的光彈和口部發出的炮擊。

### 風鷹俠/Eagle Man
| 身高 | 體重 | 移動速度 | 彈跳力 | 拳擊力 | 踢擊力 |
| ---- | ---- | -------- | ------ | ------ | ------ |
| cm   | kg   | m/s      | m      | t      | t      |

- 召喚者：東杉

在前作亦有出現，由召喚者和木之風鷹鎧甲合體而成的戰士。
在劇場版中同樣由東杉跟木之風鷹鎧甲合體而成。
裝備
風鷹召喚器
變身成風鷹俠的必要道具，本身亦具有通訊機能。
召喚者可借由召喚器發射木影石之光能量，并接受木之風鷹鎧甲完成合體，成為風鷹俠。
在電影版中改成類似超級戰隊系列的變身器般，直接配戴於手腕，而不是電視版中作為通訊器使用。
乾坤腰帶
架於腰部的裝備，亦是整套木之風鷹鎧甲最主要的部份。
左右兩方各有一個轉輪，左方為發動必殺技用，右方則為召喚武器用。
中心的太極陣則用於把封印帖轉移到光影石的所在地。
武器
風鷹環
由肩部的部件拆下而成，環型，投擲用。
風鷹弩
射擊速度其高的武器，弩型，射擊用。
風鷹劍
由風鷹弩變成，風鷹俠的最終武器，劍型，格鬥用。
必殺技
穿風刺
在風鷹劍接觸“刺”之印記後，再向對方刺去。
由於電影版取消了封印技的關係，所以對方被擊中後會直接封印。
座騎
風鷹駒
風鷹俠專用的光影駒，顏色為藍色銀間。
武器為從眼部發出的光彈和口部發出的炮擊。

## 附註
1. ↑  , 2013-09-24  [2013-09-24], （原始内容存档于2013-09-28）
2. ↑  , 2013-09-24  [2013-09-24], （原始内容存档于2020-01-05）
3. ↑  電視版中五顆晶石的排序以逆時針排序為炎龍->風鷹->黑犀->雪獒->地虎。而劇場版則是炎龍->風鷹->地虎->雪獒->黑犀。此外，電影版的太極標誌方向是跟電視版相反。
4. ↑  印記上沒有刻上圖案